# Curune: Kazemai kókó kjúdóbu
Curune: Kazemai kókó kjúdóbu (japonsky ツルネ -風舞高校弓道部-) je japonská série lehkých románů, jejichž autorkou je Kotoko Ajano s ilustracemi od Činacu Morimotové. První román získal v roce 2016 zvláštní cenu poroty v soutěži Kyoto Animation Award a v prosinci téhož roku jej toto studio i vydalo.
Od října 2018 do ledna 2019 byla premiérově vysílána anime adaptace v podobě televizního seriálu z produkce Kyoto Animation. Premiéra anime filmu je naplánována na rok 2022.

## Příběh
Minato Narumija býval členem středoškolského klubu kjúdó, dokud ho jistý incident na posledním turnaji nepřiměl k rozhodnutí nadobro skončit s lukostřelbou. Když nastoupí na střední školu, jeho kamarádi z dětství Seidža Takehaja a Rjóhei Jamanouči se ho snaží přimět, aby se znovu připojil ke středoškolskému klubu kjúdó, ale Minato návrh odmítá. Setkání se záhadným mužem na střelnici v lese však Minata inspiruje k tomu, aby se lukostřelbě přece jen znovu začal věnovat. Minato se ke středoškolskému klubu kjúdó Kazemai tedy znovu připojí spolu se svými starými přáteli a novými spoluhráči Nanao Kisaragim a Kaitem Onogim usilují o vítězství v prefekturním turnaji.